# 翟彦鹏
翟彦鹏（1981年12月6日—），男，汉族，河北石家庄人，中国前足球运动员，曾经入选过国家队。2008年初，因病退役，被迫提前结束了自己的足球运动员的职业生涯。

## 生平
1988年10月-1993年8月在保定市业余体校队。
1993年10月-2003年12月在八一足球队，获得中国足球甲级B组联赛第2名。
2004年1月由八一湘潭转会到大连实德足球俱乐部。
2008年因“陈旧性脑梗塞”退役。